# Adilson Moreira
Adilson José Moreira é um jurista brasileiro, professor e pesquisador da Universidade de Berkeley, nos Estados Unidos. Considerado um dos maiores juristas do Brasil, formou-se doutor em direito pela Universidade Harvard, onde estudou direito antidiscriminatório. É autor de livros como Racismo recreativo; Tratado de direito antidiscriminatório; e Direito Antidiscriminatório e Relações Raciais: práticas excludentes, perspectivas críticas, medidas inclusivas.